# Massafra
Massafra is een gemeente in de Italiaanse provincie Tarente (regio Apulië) en telt 31.242 inwoners (31-12-2004). De oppervlakte bedraagt 125,5 km², de bevolkingsdichtheid is 249 inwoners per km².
De volgende frazioni maken deel uit van de gemeente: Citignano e Chiatona.

## Demografie
Massafra telt ongeveer 10432 huishoudens. Het aantal inwoners steeg in de periode 1991-2001 met 1,0% volgens cijfers uit de tienjaarlijkse volkstellingen van ISTAT.
| Jaar | Inwoneraantal |
| ---- | ------------- |
| 1991 | 30.623        |
| 2001 | 30.923        |

## Geografie
De gemeente ligt op ongeveer 110 m boven zeeniveau.
Massafra grenst aan de volgende gemeenten: Crispiano, Martina Franca, Mottola, Palagiano, Statte, Tarente.